# Contea di Suffolk (Massachusetts)
La contea di Suffolk, Suffolk County in inglese, è una contea dello Stato del Massachusetts negli Stati Uniti. La contea, posta nella parte orientale dello Stato, ha come capoluogo Boston, la principale città del New England nonché capitale dello Stato.
La popolazione al censimento del 2000 era di 689.807 abitanti, 753.580 secondo una stima del 2009.
Come per altre contee del Massachusetts a partire dal 1999 la contea di Suffolk esprime solo una regione storico-geografica, essendo tutte le funzioni amministrative passate ad altre agenzie dello Stato del Massachusetts.

## Geografia fisica
La contea confina a nord con la contea di Essex, ad est si affaccia sull'Oceano Atlantico, a sud confina con la contea di Norfolk ed a ovest con quella di Middlesex. La città di Brookline è una enclave della contea di Norfolk circondata quasi completamente dalla contea di Suffolk.
Il territorio è pianeggiante e la costa presenta delle vaste insenature in corrispondenza degli estuari dei fiumi che vi sfociano. Il confine settentrionale con la contea di Essex è segnato dall'estuario del fiume Saugus. Più a sud il fiume Mystic separa Boston da Chelsea e poco più a sud il fiume Charles separa Cambridge, nella contea di Middlesex, da Boston. Infine il confine meridionale con la contea di Norfolk è segnato dal fiume Neponset. Nella baia del Boston Harbour affiorano varie isole che fanno parte della contea: Thompson Island, Spectacle Island, Long Island, Rainsford Island, Gallups Island, Lovell Island e Georges Island.

## Storia
La contea fu creata nel maggio del 1643 ed è una delle tre contee originarie del Massachusetts. Deve il suo nome a Suffolk in Inghilterra. Nel 1731 la parte occidentale venne separata per creare la contea di Worcester e i confini cambiarono ulteriormente nel 1793. All'inizio del XX secolo la contea si ampliò, quando Boston annesse diversi centri abitati.

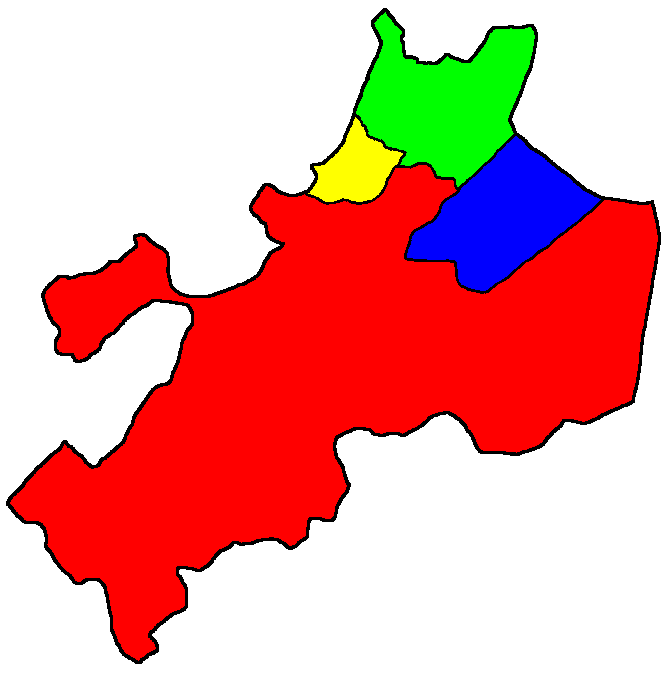
Mappa della contea di Suffolk che mostra le superfici dei comuni di: Boston (rosso), Chelsea (giallo), Revere (verde) e Winthrop (blu)

## Comuni
- Boston - city
- Chelsea - city
- Revere - city
- Winthrop - town

## Istruzione
La contea ospita diverse università e college conosciuti, tra cui: 
- Berklee College of Music
- Boston College
- Boston University

- Emerson College

- Harvard Business School
- Harvard Medical School
- New England Conservatory
- Northeastern University
- Suffolk University
- University of Massachusetts Boston